# Lojas Renner
Lojas Renner (Portugiesisch für Renner Shops) ist das größte brasilianische Einzelhandelskleidungsunternehmen mit Sitz in Porto Alegre – Rio Grande do Sul, Brasilien. Es war das erste brasilianische Unternehmen, das zu 100 % der Anteile an der Börse gehandelt wurde. Es wurde notiert am Novo Mercado, dem höchstrangigen Segment an der São Paulo Stock Exchange. Die wichtigsten Konkurrenten sind C & A, Zara, Forever 21 und Cia. Hering.

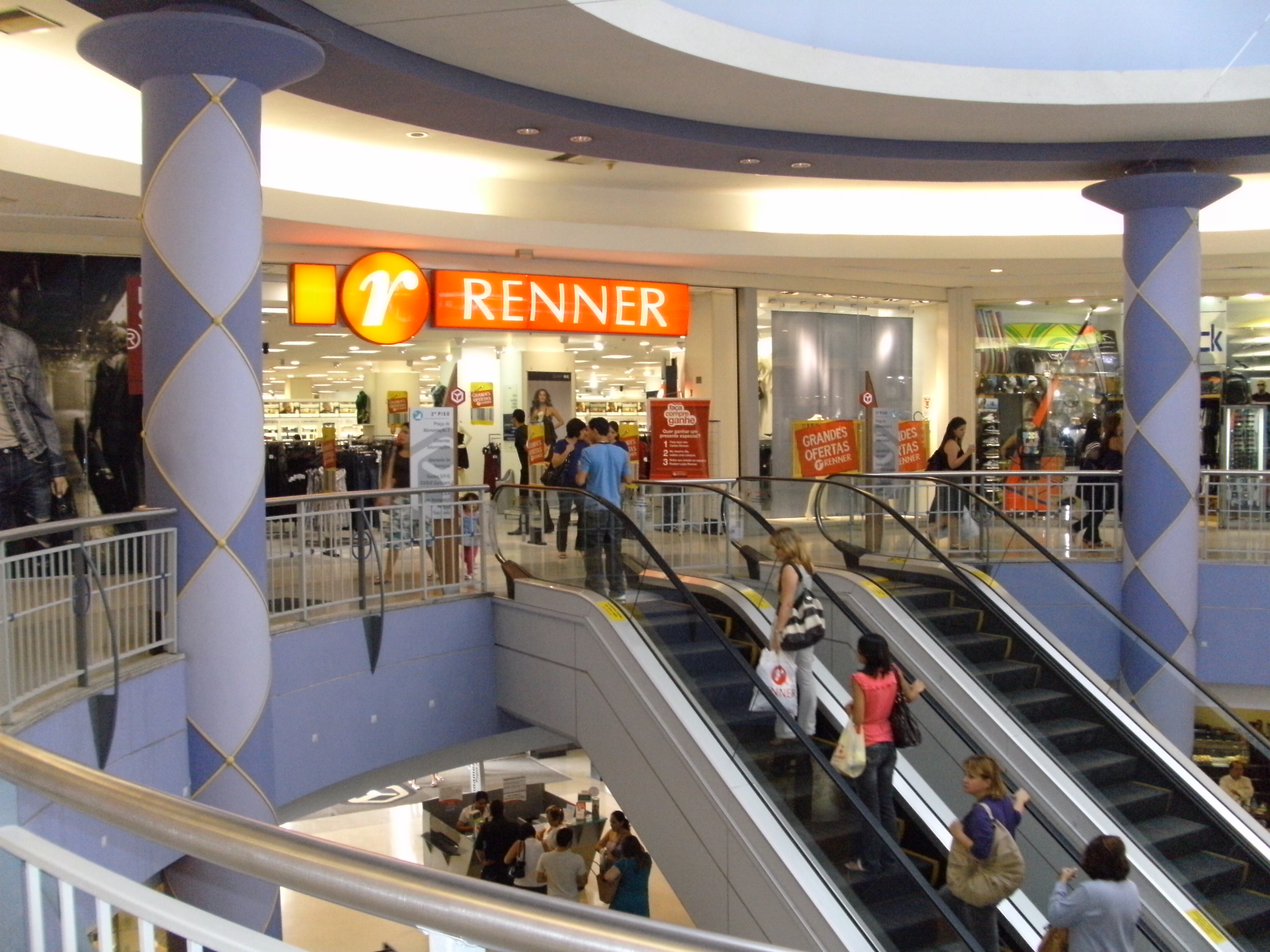
Loja Renner Laden in einem Einkaufszentrum in Recife

## Geschichte
Das Unternehmen wurde 1912 von Anthony Jacob Renner unter dem Namen A. J. Renner gegründet. Das Unternehmen verkaufte Kleidung aus reiner Wolle und speziell Männerkleidung, die sowohl für Cowboys als auch für den „Mann in der Stadt“ geeignet war. Die erste Verkaufsstelle von Lojas Renner wurde im Jahre 1922 gegründet. In den 1940er Jahren wurde mit einem breiteren Angebot daraus ein Kaufhaus. Die Renner S.A. wurde im Jahr 1965 gegründet. Zwei Jahre später folgte der Börsengang. Im Jahr 1991 wurden Lojas Renner ein auf Mode spezialisierter Kaufhauskonzern.
Am 22. Dezember 1998 wurde er vom amerikanischen Konzern J.C. Penney gekauft, der 97,7 % der Anteile besaß.
Im Juni 2005 verkaufte J.C. Penney seinen Anteil, Renner-Aktien wurden danach an der Bovespa gehandelt.

## Shops
Heute ist Lojas Renner die größte brasilianische Handelskette für Kleidung mit 530 Filialen, wobei 338 unter dem Namen Renner firmieren, 101 unter Camicado und 92 unter Youcom. Sie befinden sich in Einkaufszentren überall in Brasilien. Das Unternehmen betreibt auch Filialen in Uruguay.